# Черёмушки (Могилёвский район)
Черёмушки (бел. Чаромушкі) — деревня в составе Кадинского сельсовета Могилёвского района Могилёвской области Республики Беларусь.

## Географическое положение
Ближайшие населённые пункты: Могилёв, Тараново, Любуж.

## Население
- 1999 год — 376 человек
- 2010 год — 428 человек

## Фотогалерея

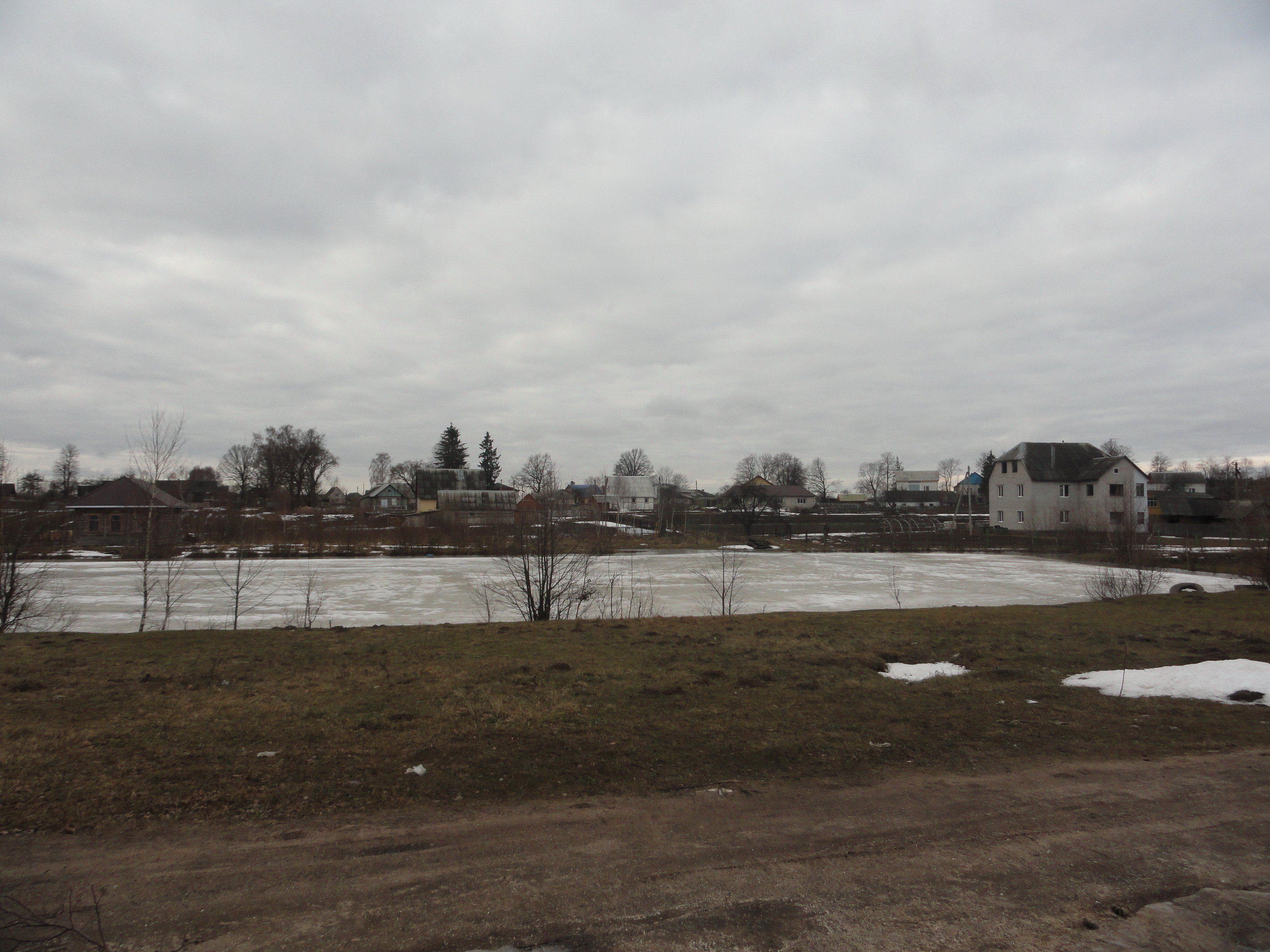
Озеро
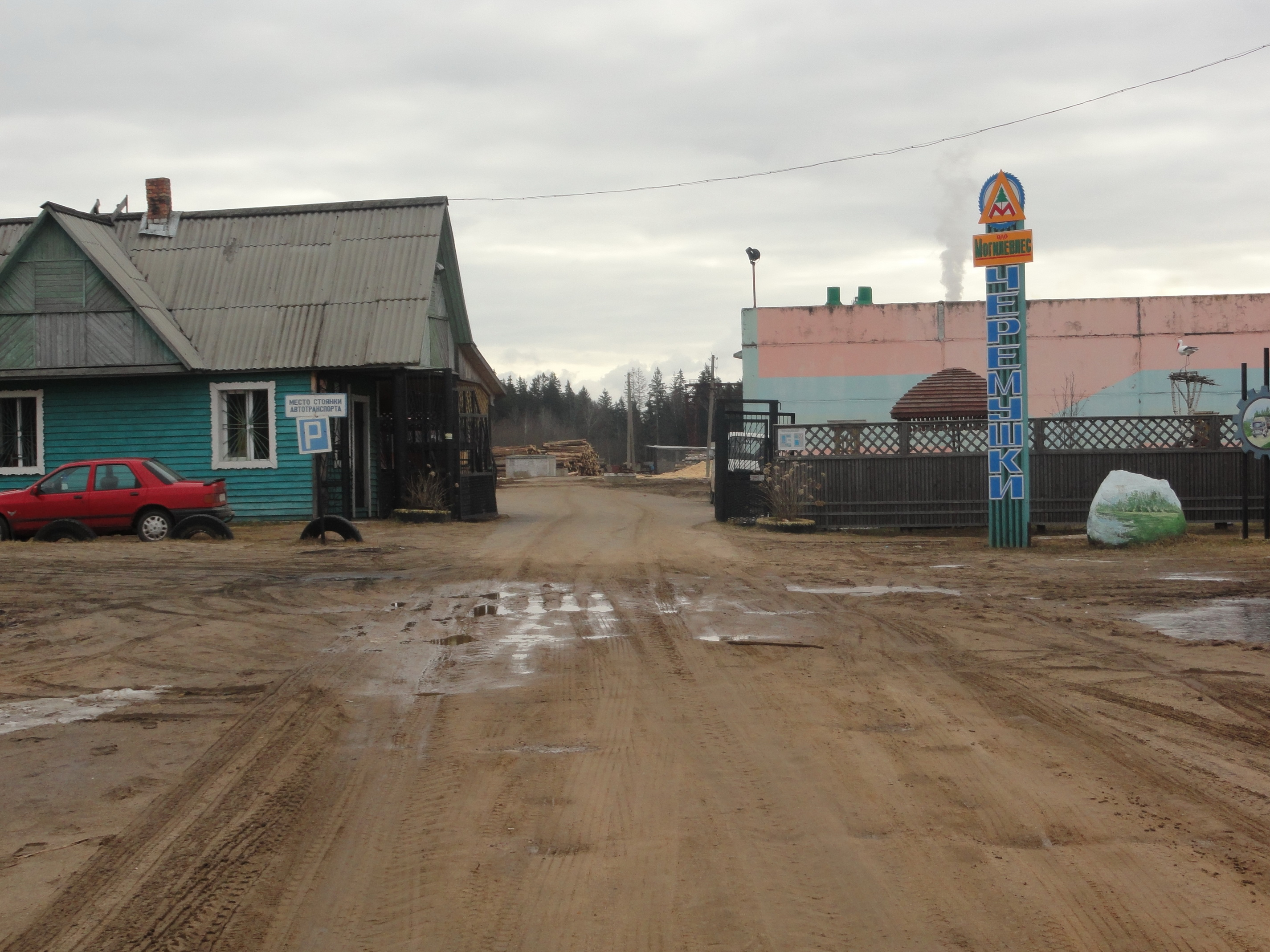
Предприятие «Могилёвлес». Филиал «Черёмушки»
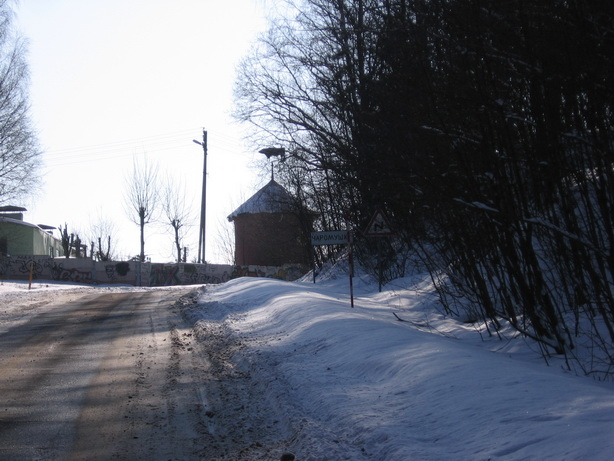
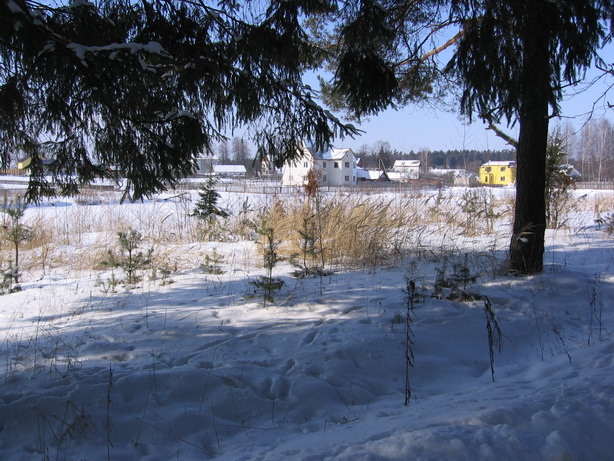
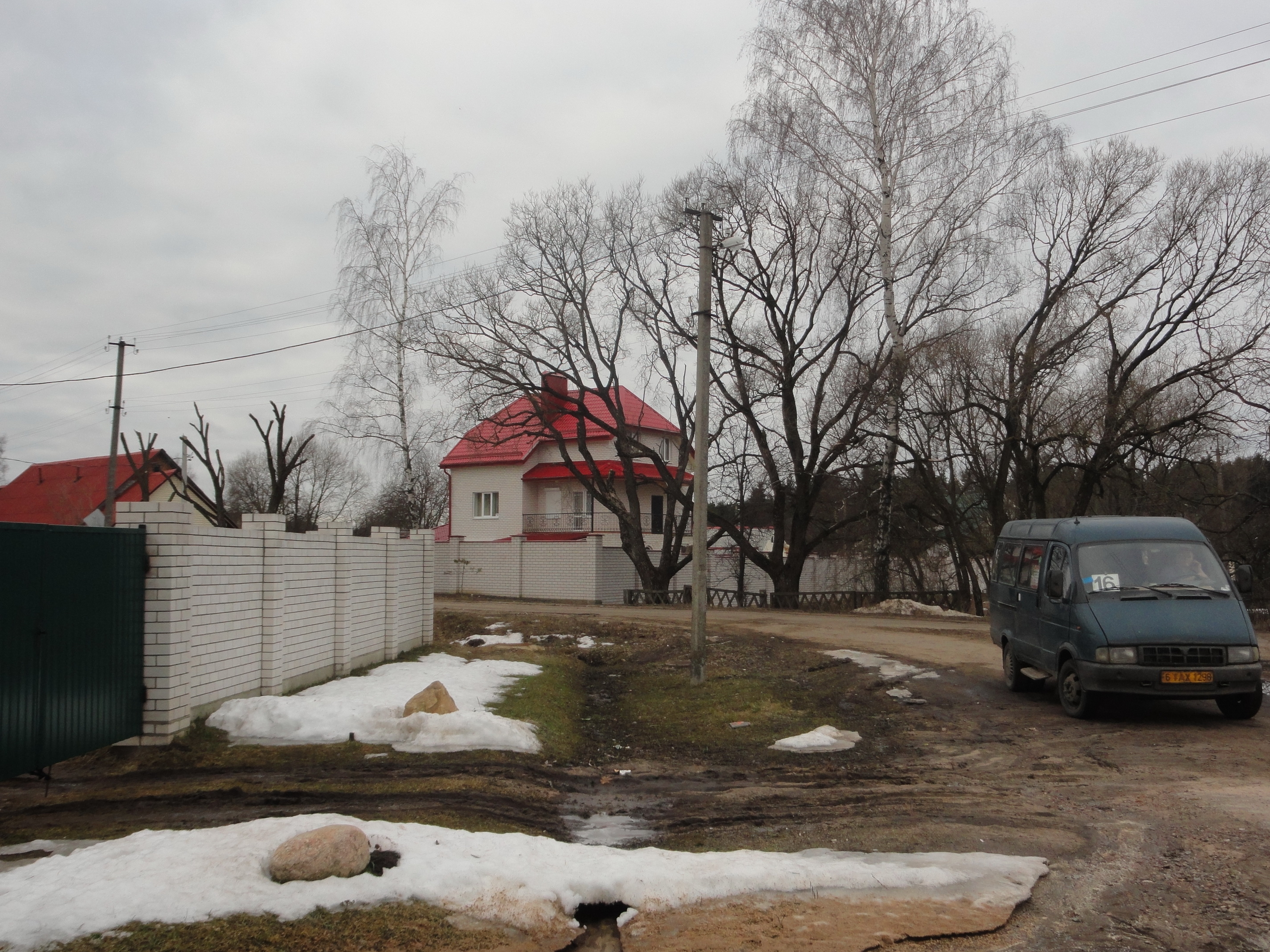
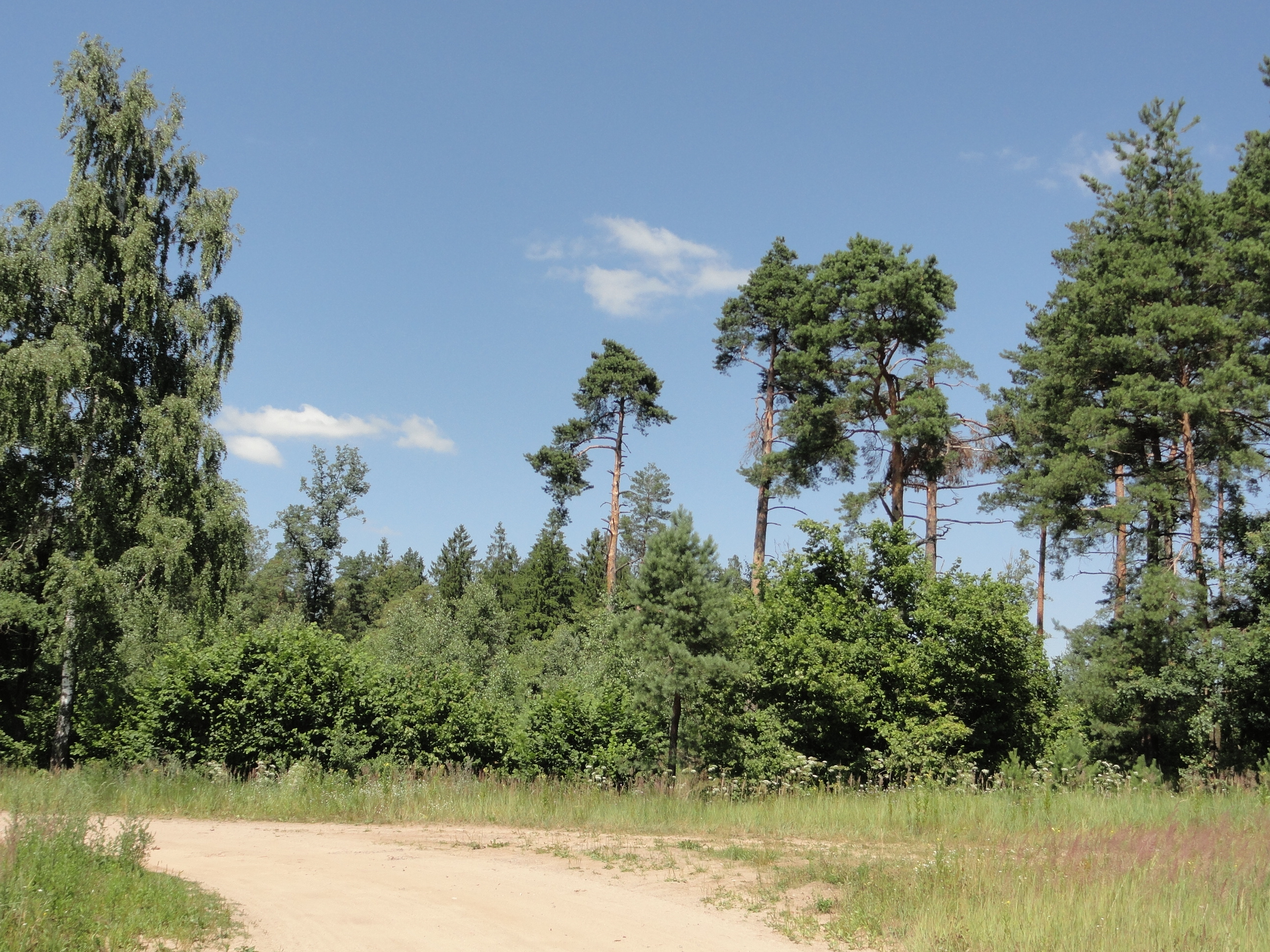